# Орженш
Орженш (порт. Orgens) — район (фрегезия) в Португалии, входит в округ Визеу. Является составной частью муниципалитета Визеу. По старому административному делению входил в провинцию Бейра-Алта. Входит в экономико-статистический субрегион Дан-Лафойнш, который входит в Центральный регион. Население составляет 3462 человека на 2001 год. Занимает площадь 10,53 км².
Покровительницей района почитается святая Анна (порт. Santa Ana).